# Utada Hikaru Single Collection Vol.1
Albums de Hikaru Utada
Deep River
(2002) Ultra Blue
(2006)
Albums par Utada
Exodus
(2004)
Singles
Utada Hikaru Single Collection Vol.1 (écrit : Utada Hikaru SINGLE COLLECTION VOL.1) est le 1er album compilation de Hikaru Utada, sorti en 2004.

## Présentation
L'album sort le 31 mars 2004 au Japon sous le label EMI Music Japan. Il atteint la 1re place du classement des ventes de l'Oricon. Il se vend à 1 403 102 exemplaires la première semaine, et reste classé pendant 157 semaines, se vendant à plus de 2 500 000 exemplaires, ce qui en fait l'album le plus vendu de l'année 2004 au Japon, et le 35e le plus vendu de tous les temps dans ce pays.
L'album compile dans l'ordre chronologique les chansons-titres des douze premiers singles sortis par Hikaru Utada au Japon, de 1998 à 2003, tous classés n°1 à l'oricon hormis le premier (car sorti sous des formats différents comptés séparément) ; trois d'entre eux sont des singles « double face A », soit un total de quinze titres. Toutes étaient déjà parues sur les trois précédents albums de la chanteuse (quatre sur First Love en 1999, cinq sur Distance en 2001, et cinq sur Deep River en 2002), sauf la chanson du dernier single Colors sorti en 2003 ; celle-ci figurera finalement sur son prochain album japonais, Ultra Blue, qui sortira en 2006 (entre-temps sortira en septembre 2004 son album américain Exodus, attribué simplement à "Utada").
Une deuxième compilation homonyme, Utada Hikaru Single Collection Vol.2, contenant les chansons des neuf singles suivants, sortira six ans après en 2010.

## Liste des titres
Toutes les chansons sont écrites et composées par Hikaru Utada, sauf n°8 composée avec Takuro Kubo de Glay.
| 1.  | Time Will Tell (time will tell)                            | du 1er single Automatic / Time Will Tell | 5:32 |
| 2.  | Automatic                                                  | du 1er single Automatic / Time Will Tell | 5:18 |
| 3.  | Movin' on Without You (Movin' on without you)              | 2e single                                | 4:42 |
| 4.  | First Love                                                 | 3e single                                | 4:20 |
| 5.  | Addicted to You (Up-In-Heaven Mix) (...[UP-IN-HEAVEN MIX]) | 4e single                                | 5:23 |
| 6.  | Wait & See ~Risk~ (Wait & See ～リスク～)                  | 5e single                                | 4:50 |
| 7.  | For You                                                    | du 6e single For You / Time Limit        | 5:27 |
| 8.  | Time Limit (タイム・リミット)                              | du 6e single For You / Time Limit        | 4:58 |
| 9.  | Can You Keep a Secret? (Can You Keep A Secret?)            | 7e single                                | 5:13 |
| 10. | Final Distance (FINAL DISTANCE)                            | 8e single                                | 5:42 |
| 11. | Traveling (traveling)                                      | 9e single                                | 5:19 |
| 12. | Hikari (光)                                                | 10e single                               | 5:06 |
| 13. | Sakura Drops (SAKURAドロップス)                            | du 11e single Sakura Drops / Letters     | 5:03 |
| 14. | Letters                                                    | du 11e single Sakura Drops / Letters     | 4:49 |
| 15. | Colors                                                     | 12e single                               | 4:03 |